# Lammschwanz
 Der Lammschwanz ist der Schwanz des Lammes und kann in der Küche verwendet werden, spielt jedoch eine wesentlich geringere Rolle als Ochsenschwanz und Schweineschwanz.
In England, vor allem in der Grafschaft Kent, war die Zubereitung von Lammschwänzen früher üblich, und zwar ausschließlich in der Saison, in der die Schwänze der jungen Lämmer ohnehin kupiert wurden. In Kochbüchern wird betont, dass nur frische Schwänze von lebenden Lämmern verwendet werden können, da sie ansonsten sehr schnell austrocknen und unbrauchbar sind. Sie wurden nach Möglichkeit direkt nach dem Kupieren in die Küche gebracht. Am weitesten verbreitet war das Gericht Lamb's tail pie. Dafür wurden die Lammschwänze mit Wurzelgemüse und Erbsen gekocht und dann mit hartgekochten Eiern bedeckt und in einer Teighülle wie eine Pastete gebacken.
Im Mittleren und Nahen Osten und in Zentralasien spielt der Schwanz des Fettschwanzschafs eine besondere Rolle als Fettlieferant, denn dort wird bei dieser Rasse der größte Teil des Körperfettes gespeichert. Eher selten wird der gesamte Schwanz nach dem Schlachten eines Tieres zubereitet.